# Ed Schuller

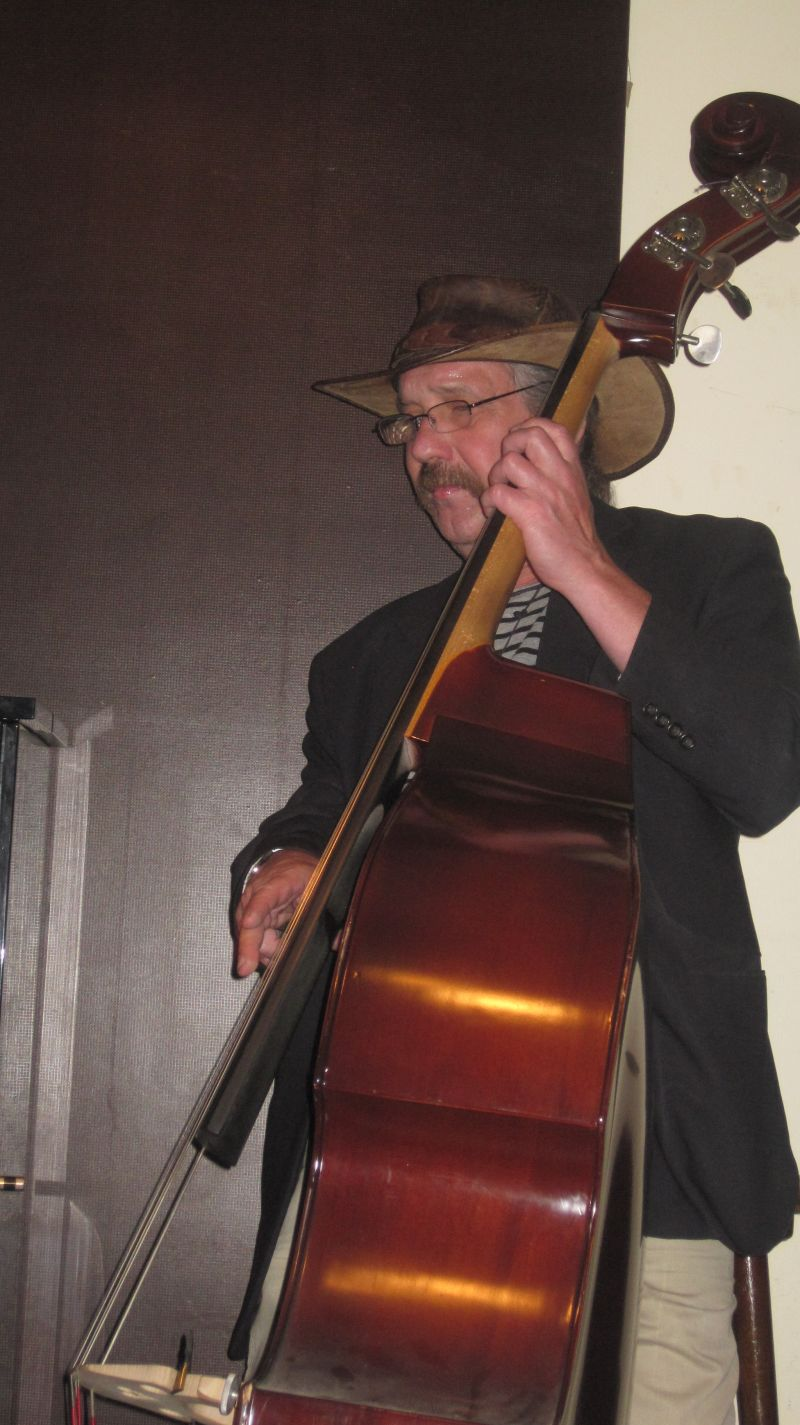
Ed Schuller (2011)

Edwin G. „Ed“ Schuller (* 11. Januar 1955 in New York City) ist ein US-amerikanischer Jazzbassist und Komponist.

## Leben und Wirken
Er ist der älteste Sohn des Komponisten Gunther Schuller und studierte Musiktheorie, Klarinette und Bass bei David Levenson vom Cleveland Symphony Orchestra (1970–72) sowie Bass bei Larry Wolf vom Boston Symphony Orchestra (1972–74). Nach einem Abschluss am New England Conservatory of Music tourte er durch Europa mit den Bands von Paul Motian, Tim Berne, Eric Watson, Marty Cook, Jim Pepper, Mal Waldron, Perry Robinson, Nicolas Simion, Frank Lacy und Uli Lenz. In den USA spielte er mit Pat Martino, Jaki Byard, Lee Konitz, Clark Terry, Julius Hemphill, Karl Berger, Mat Maneri, Ray Anderson und anderen. Als Bandleader nahm er seit 1991 mehrere CDs auf. Gelegentlich arbeitete er auch mit seinem Bruder, dem Schlagzeuger George Schuller, zusammen (etwa mit Burton Greene oder in der Band The Schulldogs mit Herb Robertson und Gebhard Ullmann). Zu hören ist auch auf Herb Robertsons Album Certified (1991). Mit Arto Tunçboyacıyan und Ara Dinkjian war er Gründungsmitglied der Ethno-Jazz-Band Night Ark.
Schuller spielt in einer tänzerischen Weise. Seit 1975 hat er weit über 60 Schallplatten und CDs aufgenommen und in zahlreichen vielbeachteten Ensembles und Projekten mitgewirkt, so etwa in der Uraufführung von Charles Mingus’ Epitaph, in Joe Lovanos Rush Hour oder in Sonic Temples des Ran-Blake-Trios (2001).
Neben seiner Arbeit als Kontrabassist hat Schuller über 50 Werke für unterschiedliche Ensembles und musikalische Kontexte komponiert. Er lehrte am Berklee College of Music und leitete den Fachbereich Jazz am Schweitzer Institute in Sandpoint, Idaho; vier Jahre lang war er als Lehrbeauftragter für Kontrabass an der Hochschule für Musik „Hanns Eisler“ Berlin tätig. 1996 wurde er mit dem „Certificate of Appreciation for Outstanding Service to Jazz Education“ für herausragende Leistungen als Jazzpädagoge ausgezeichnet.

## Diskographie (Auswahl)

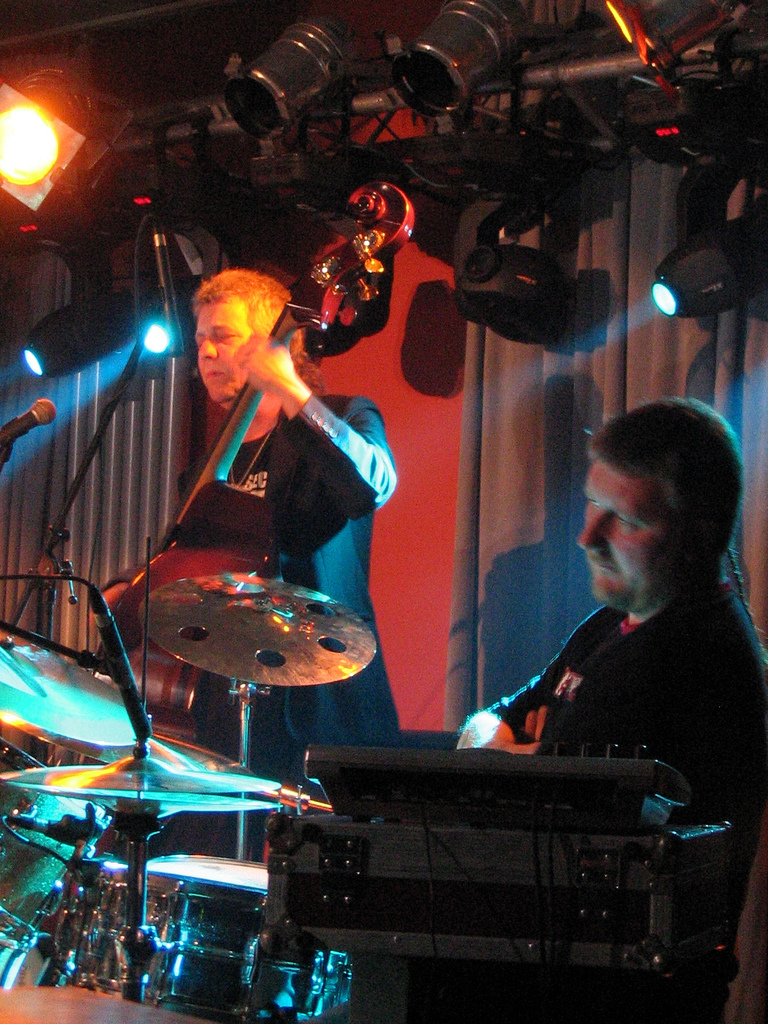
Ed Schuller mit Schlagzeuger Adam Czerwiński (Krakau 2006)

- Ed Schuller/Simon Nabatov Inside Looking Out (Tutu 1988)
- Mu Point (Tutu 1993, mit Dewey Redman, Bill Bickford, Paul Motian)
- To Know Where One Is (Power Bros 1994, mit J. Lovano, Gary Valente, Bill Bickford, Billy Hart)
- Chuck Florence: Remembering Jim Pepper (1999, mit Nicole Kämpgen und George Schuller)
- Ong Song: Music for Acoustic Bass (GM Records 2002, solo)
- Gunther Schuller/WDR Radio Orchestra/Remembrance: Witchi-Tai-To - The Music of Jim Pepper (Enja 2002)
- Russ Lossing, Ed Schuller, Paul Motian As It Grows (Hatology 2004)
- Jimmy Bennington, Steve Cohn, Ed Schuller New Jersey Freebie (Slam Productions 2019)

## Lexikalischer Eintrag
- Leonard Feather, Ira Gitler: The Biographical Encyclopedia of Jazz. Oxford University Press, New York 1999, ISBN 0-19-532000-X.